# 엘런 웡
엘런 웡(Ellen Wong, 1985년 1월 23일 ~ )은 캐나다의 배우이다.

## 출연 작품
- 더 서클